# Брукфилд, Прайс
Эмери Прайс Брукфилд (англ. Emery Price Brookfield; 11 мая 1920 года, Флойдейда, Техас, США — 17 апреля 2006 года, Пайнхерст, Северная Каролина, США) — американский профессиональный баскетболист. Чемпион НБЛ в сезоне 1946/1947 годов.

## Ранние годы
Прайс Брукфилд родился 11 мая 1920 года в городе Флойдейда (штат Техас), учился в средней школе Фриона из одноимённого города, в которой играл за местную баскетбольную команду.

## Студенческая карьера
В 1939 году поступил в Университет Западного Техаса A&M, где в течение трёх лет играл за команду «Вест Техас Тичерс», в которой провёл успешную студенческую карьеру. С сезона 1941/1942 годов «Тичерс» стали выступать в Пограничной межуниверситетской спортивной ассоциации (BIAA), которая в то время входила в первый дивизион национальной ассоциации студенческого спорта (NCAA), и в первом же сезоне выиграли регулярный чемпионат конференции BIAA, однако не смогли выйти в плей-офф студенческого чемпионата США. В своём последнем сезоне в составе «Тичерс» Брукфилд стал не только лучшим бомбардиром команды, но и всей конференции, за что по итогам сезона был включён в 1-ю всеамериканскую сборную NCAA. В настоящее время команда называется «Баффалос» или просто «Баффс» и выступает в конференции одинокой звезды (LSC), которая входит во второй дивизион NCAA.
В 1944 году окончил Университет штата Айова, где всего один год играл за команду «Айова Стэйт Сайклонс», в которой провёл успешную студенческую карьеру. При Брукфилде «Сайклонс» выиграли регулярный чемпионат конференции Big Six и вышли в плей-офф студенческого чемпионата США. В сезоне 1943/1944 годов «Сайклонс» в первый и последний раз в своей истории вышли в финал четырёх турнира NCAA (англ. Final Four), где в полуфинальном матче, 25 марта, в упорной борьбе проиграли будущему победителю турнира, команде Арни Феррина «Юта Ютес», со счётом 31—40, в котором Прайс стал лучшим по результативности игроком своей команды, набрав 6 очков.

## Профессиональная карьера
Играл на позиции лёгкого форварда и атакующего защитника. В 1945 году Прайс Брукфилд заключил соглашение с командой «Балтимор Буллетс», выступавшей в Американской баскетбольной лиге (АБЛ). Позже выступал за команды «Чикаго Американ Гиэрс» (НБЛ), «Уотерлу Хокс» (ПБЛА), «Андерсон Даффи Пэкерс» (НБЛ), «Индианаполис Джетс» (БАА), «Рочестер Роялз» (НБА) и «Гранд-Рапидс Хорнетс» (НПБЛ). Всего в НБЛ провёл 2 сезона, а в АБЛ, ПБЛА, БАА, НБА и НПБЛ — по 1 сезону. В сезоне 1946/1947 годов Брукфилд, будучи одноклубником Бобби Макдермотта, Джорджа Майкена, Дика Триптоу, Боба Кэлихана и Стэна Патрика, выиграл чемпионский титул в составе «Чикаго Американ Гиэрс». Всего за карьеру в НБЛ Прайс сыграл 91 игру, в которых набрал 379 очков (в среднем 4,2 за игру). Всего за карьеру в БАА/НБА Брукфилд сыграл 61 игру, в которых набрал 476 очков (в среднем 7,8 за игру) и сделал 137 передач. Помимо этого Брукфилд в составе «Американ Гиэрс» и «Даффи Пэкерс» два раза участвовал во Всемирном профессиональном баскетбольном турнире, став его бронзовым призёром в 1948 году.

## Смерть
Прайс Брукфилд умер в понедельник, 17 апреля 2006 года, на 86-м году жизни в городе Пайнхерст (штат Северная Каролина).

## Статистика

### Статистика в НБА
| Сезон                                                                                    | Команда      | Регулярный сезон | Регулярный сезон | Регулярный сезон | Регулярный сезон | Регулярный сезон | Регулярный сезон | Регулярный сезон | Регулярный сезон | Регулярный сезон | Регулярный сезон | Регулярный сезон | Серия плей-офф | Серия плей-офф | Серия плей-офф | Серия плей-офф | Серия плей-офф | Серия плей-офф | Серия плей-офф | Серия плей-офф | Серия плей-офф | Серия плей-офф | Серия плей-офф |
| Сезон                                                                                    | Команда      | GP               | GS               | MPG              | FG%              | 3P%              | FT%              | RPG              | APG              | SPG              | BPG              | PPG              | GP             | GS             | MPG            | FG%            | 3P%            | FT%            | RPG            | APG            | SPG            | BPG            | PPG            |
| ---------------------------------------------------------------------------------------- | ------------ | ---------------- | ---------------- | ---------------- | ---------------- | ---------------- | ---------------- | ---------------- | ---------------- | ---------------- | ---------------- | ---------------- | -------------- | -------------- | -------------- | -------------- | -------------- | -------------- | -------------- | -------------- | -------------- | -------------- | -------------- |
| 1948/49                                                                                  | Индианаполис | 54               |                  |                  | 27,6             |                  | 72,0             |                  | 2,5              |                  |                  | 8,2              | Не участвовал  | Не участвовал  | Не участвовал  | Не участвовал  | Не участвовал  | Не участвовал  | Не участвовал  | Не участвовал  | Не участвовал  | Не участвовал  | Не участвовал  |
| 1949/50                                                                                  | Рочестер     | 7                |                  |                  | 47,8             |                  | 92,3             |                  | 0,1              |                  |                  | 4,9              | Не участвовал  | Не участвовал  | Не участвовал  | Не участвовал  | Не участвовал  | Не участвовал  | Не участвовал  | Не участвовал  | Не участвовал  | Не участвовал  | Не участвовал  |
|                                                                                          | Всего        | 61               |                  |                  | 28,3             |                  | 73,9             |                  | 2,2              |                  |                  | 7,8              | Не участвовал  | Не участвовал  | Не участвовал  | Не участвовал  | Не участвовал  | Не участвовал  | Не участвовал  | Не участвовал  | Не участвовал  | Не участвовал  | Не участвовал  |
| Наведите курсор мыши на аббревиатуры в заголовке таблицы, чтобы прочесть их расшифровку. |              |                  |                  |                  |                  |                  |                  |                  |                  |                  |                  |                  |                |                |                |                |                |                |                |                |                |                |                |